# Bandiera della Bulgaria
La bandiera bulgara consiste di tre bande orizzontali di uguali dimensioni. I colori sono, dall'alto: bianco, verde e rosso.

## Storia
In seguito alla liberazione ottenuta nel corso della Guerra russo-turca (1877-1878), la bandiera bulgara venne descritta nella costituzione di Tărnovo come:
(Art. 23)
Dal 1948 al 1990 lo stemma della Repubblica Popolare di Bulgaria fu apposto sul lato sinistro della striscia bianca: esso raffigurava un leone tra due fasci di grano e sormontato da una stella rossa a cinque punte, simbolo del socialismo. Dal 1971 furono riportati gli anni 681, anno della costituzione del Primo Impero bulgaro da parte di Asparuch, e 1944, quando il Partito Comunista Bulgaro (in bulgaro Отечествен фронт) prese il potere.
Anche l'attuale costituzione bulgara, adottata nel 1991, descrive la bandiera bulgara:
(Art. 166)

## Legge sulla bandiera
Secondo la legge sul sigillo e sulla bandiera nazionale della Repubblica di Bulgaria, promulgata il 24 aprile 1998:
(Art. 15)

## Bandiere storiche

Bandiera navale del Principato e poi Regno di Bulgaria e poi Repubblica Popolare di Bulgaria (1879-1949)
Stendardo reale del Regno di Bulgaria (circa 1937-1946)
Prima bandiera della Repubblica Popolare di Bulgaria (1946-1948)
Seconda bandiera della Repubblica Popolare di Bulgaria (1948-1967)
Terza bandiera della Repubblica Popolare di Bulgaria (1967-1971)
Quarta ed ultima bandiera della Repubblica Popolare di Bulgaria (1971-1990)